# Каван, Франтишек

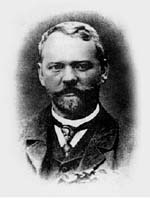

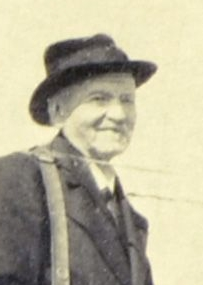

Франтишек Каван (чеш. František Kaván, род. 10 сентября 1866 г. Выховска Лота — ум. 16 декабря 1941 г. Либунь) — чешский художник и писатель.

## Жизнь и творчество
Каван учился в гимназии в Градец-Кралове, которую он закончил в 1888 году. Франтишек Каван изучал пейзажную живопись в 1890—1895 годах в пражской Академии изящных искусств. Наряду с Отакаром Лебедой, Антонином Славичеком и Богуславом Дворжаком. Ф.Каван был одним из лучших учеников Юлиуса Маржака, возродившего в 1899 к жизни в Академии класс пейзажной живописи Макса Хаусхофера, закрытый в 1866 году. После посещения в 1892 году выставки работ скончавшегося в 1891-м художника Антонина Хитусси Каван увлекается символизмом, что вызывает неудовольствие у его учителя, обозначившего это искусство как «чёрную живопись». В 1895 году Каван покидает Академию, и до 1899 работает в символистском стиле, как в живописи, так и в литературе. Он был членом Чехословацкой академии наук.
В 1900 году художник удостаивается на Всемирной выставке в Париже золотой медали за написанные в 1894 году полотна. С этого времени он, после символистского периода, в своём творчестве возвращается к чисто пейзажной живописи, которой и придерживается вплоть до своей смерти в 1941 году. Наиболее удачны зимние пейзажи художника. За свою жизнь художник создал более 4000 картин.
Франтишек Каван известен также своими литературными переводами с русского языка. В отличие от его картин, стихи Кавана вскоре были забыты. 

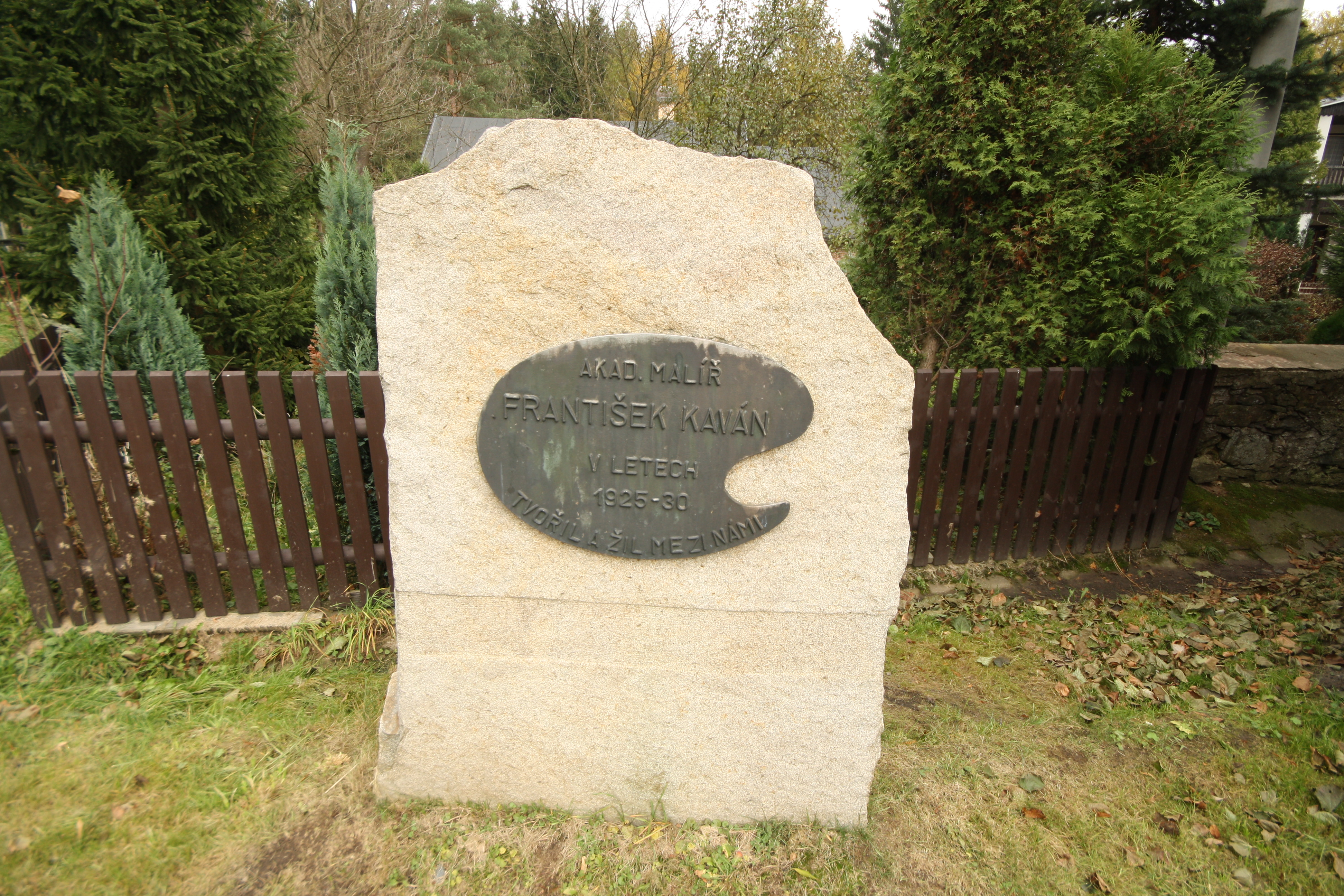
Могила Франтишека Кавана

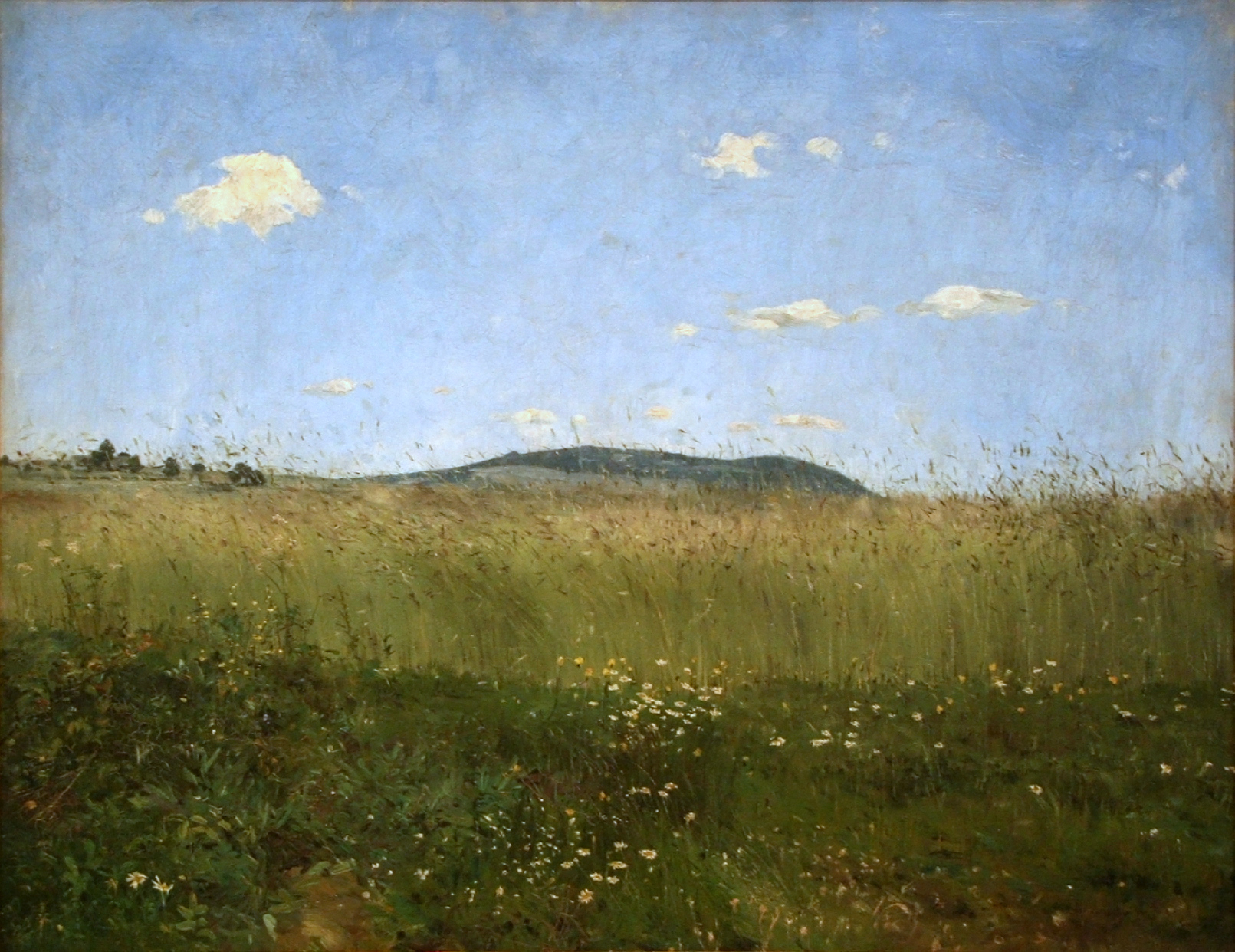
Франтишек Каван. Воздух родины. 1895